# Dorothy Greenhough-Smith
Dorothy Vernon Greenhough-Smith, född Muddock 27 september 1882 i Yarm, Yorkshire, död 9 maj 1965 i Royal Tunbridge Wells, Kent, var en brittisk konståkare. Hon kom trea vid olympiska spelen 1908 i London i singel damer.